# Credimi ti amo/Barbara Ann
Credimi ti amo / Barbara Ann è il primo singolo su 7" de I Jaguars pubblicato nel 1967 dalla CDB. Il lato B del singolo è la riproposizione in lingua italiana del brano Barbara Ann di The Regents.

## Tracce
Lato A
1. Credimi ti amo (Alfredo Cristaudo e Nonato Luiz)

Lato B
1. Barbara Ann (Alfredo Cristaudo e Andrea Lo Vecchio)